# Sp I Prode
Sp I Prode is een bestuurslaag in het regentschap Sumbawa van de provincie West-Nusa Tenggara, Indonesië. Sp I Prode telt 500 inwoners (volkstelling 2010).